# Helictopleurus nigritulus
Helictopleurus nigritulus là một loài bọ cánh cứng trong họ Bọ hung (Scarabaeidae).